# Abgeleiteter Funktor
Im mathematischen Teilgebiet der Kategorientheorie und der homologischen Algebra ist ein abgeleiteter Funktor (auch: derivierter Funktor) eines links- oder rechtsexakten Funktors ein Maß dafür, wie weit dieser von der Exaktheit abweicht. Die Bezeichnung rührt daher, dass analog dazu die Ableitungen einer Funktion messen, wie sehr diese von einer konstanten Funktion abweicht.
Für den Rest dieses Artikels seien {\displaystyle C} und {\displaystyle D} abelsche Kategorien und {\displaystyle F\colon C\to D} ein kovarianter linksexakter Funktor.
Im Falle eines kontravarianten und/oder rechtsexakten Funktors
gilt das Entsprechende, wobei gegebenenfalls Pfeile umzudrehen und injektive durch projektive Objekte zu ersetzen sind.

## Motivation
Ist
{\displaystyle 0\to A'\to A\to A''\to 0}
exakt, so ist zwar die entsprechende Sequenz
{\displaystyle 0\to F(A')\to F(A)\to F(A'')}
exakt, allgemein jedoch nicht die Fortsetzung durch {\displaystyle \to 0}.
Prinzipiell könnte man zwar die Sequenz – so ist der Kokern schließlich definiert – durch {\displaystyle \to \operatorname {coker} (F(A)\to F(A''))\to 0} exakt
fortsetzen, aber diese Fortsetzung hinge dann vom Homomorphismus {\displaystyle A\to A''} ab.
Man hätte gern eine Abhängigkeit lediglich von den Objekten.
Dass bereits eines der beteiligten Objekte die Abweichung von der Exaktheit stark einschränken kann, sieht man beispielsweise in dem Fall, dass {\displaystyle A'} ein injektives Objekt ist.
Dann ergibt sich nämlich, dass die Ursprungssequenz spaltet und {\displaystyle A} isomorph zu {\displaystyle A'\oplus A''} ist.
Dies überträgt sich auf die Bildsequenz, die in diesem Falle also ebenfalls eine kurze exakte Sequenz ist.
Insofern liegt die Vermutung nahe, dass man (zumindest unter geeigneten zusätzlichen Voraussetzungen) allgemein eine exakte Sequenz
{\displaystyle 0\to F(A')\to F(A)\to F(A'')\to R^{1}F(A')}
finden kann, wobei das Objekt {\displaystyle R^{1}F(A')} funktoriell von {\displaystyle A'} abhängt.
Außerdem sollte {\displaystyle R^{1}F(A')} unter allen Kandidaten ein möglichst „einfaches“ Objekt sein; so sollte etwa {\displaystyle R^{1}F(A')=0} gelten, wenn {\displaystyle A'} injektiv ist.

## Definition
Eine Folge {\displaystyle G^{*}} von Funktoren {\displaystyle G^{n}\colon C\to D} für alle {\displaystyle n\geq 0} heiße δ-Funktor,
wenn es zu jeder kurzen exakten Folge
{\displaystyle 0\to A'\to A\to A''\to 0}
natürliche Homomorphismen {\displaystyle \delta ^{n}\colon G^{n}(A'')\to G^{n+1}(A')} gibt, so dass die lange Folge
{\displaystyle 0\to G^{0}(A')\to G^{0}(A)\to G^{0}(A'')\to G^{1}(A')\to G^{1}(A)\to G^{1}(A'')\to G^{2}(A')\to \ldots }
exakt ist. Genau genommen sollte man sogar die {\displaystyle \delta ^{n}} mit zu den Daten eines δ-Funktors zählen,
wodurch sich insgesamt ein Funktor von der Kategorie kurzer exakter Sequenzen in die Kategorie langer exakter Sequenzen ergibt.
Sei {\displaystyle R^{*}F} universell unter den δ-Funktoren {\displaystyle G^{*}}
mit natürlicher Transformation {\displaystyle F\to G^{0}}, d. h. es gebe eine natürliche Transformation {\displaystyle F\to R^{0}F} und zu jedem {\displaystyle G^{*}}, das seinerseits eine natürliche Transformation {\displaystyle F\to G^{0}} besitzt, eindeutig bestimmte natürliche Transformationen {\displaystyle R^{n}F\to G^{n}} für alle {\displaystyle n}, so dass die entsprechenden langen exakten Folgen kompatibel sind.
Dann heißt {\displaystyle R^{n}F} der {\displaystyle n}-te (rechts-)abgeleitete Funktor von {\displaystyle F}.

## Existenz und Berechnung
Es gilt: Besitzt {\displaystyle C} genügend viele injektive Objekte, so existieren die abgeleiteten Funktoren {\displaystyle R^{n}F}.
Hierbei bedeutet genügend viele injektive Objekte, dass es zu jedem Objekt {\displaystyle A\in \operatorname {Ob} (C)} ein injektives Objekt {\displaystyle I_{A}} und einen Monomorphismus {\displaystyle A\to I_{A}} gibt.
Es sei zu jedem {\displaystyle A} ein solches {\displaystyle I_{A}} fest gewählt und es gelte der Einfachheit halber {\displaystyle I_{A}=A}, falls {\displaystyle A} bereits injektiv ist.
Dann können wir {\displaystyle R^{0}:=F} setzen sowie (vgl. oben) {\displaystyle R^{n}F(I):=0} für {\displaystyle n>0} und injektive {\displaystyle I} und erhalten dann
aus der kurzen exakten Sequenz
{\displaystyle 0\to A\to I_{A}\to I_{A}/A\to 0}
die zu bildende lange exakte Sequenz
{\displaystyle 0\to F(A)\to F(I_{A})\to F(I_{A}/A)\to R^{1}F(A)\to 0\to R^{1}F(I_{A}/A)\to R^{2}F(A)\to 0\ldots },
welche
{\displaystyle R^{1}F(A):=\operatorname {coker} (F(I_{A})\to F(I_{A}/A))}
sowie
{\displaystyle R^{n+1}F(A)\,:=\,R^{n}F(I_{A}/A)}
nahelegt.
Um alle {\displaystyle R^{n}F} zu Funktoren zu machen, muss man noch die Wirkung auf Homomorphismen untersuchen, wobei es genügt, {\displaystyle R^{1}F} zu betrachten.
Ist {\displaystyle f\colon A\to B} ein Homomorphismus, so lässt sich dieser (in nicht eindeutiger Weise!) fortsetzen, so dass man ein kommutatives Diagramm
{\displaystyle {\begin{matrix}0\to &A&\to &I_{A}&\to &I_{A}/A&\to &0\\&\downarrow &&\downarrow &&\downarrow \\0\to &B&\to &I_{B}&\to &I_{B}/B&\to &0\end{matrix}}}
erhält, welches ein Diagramm
{\displaystyle {\begin{matrix}0\to &F(A)&\to &F(I_{A})&\to &F(I_{A}/A)&\to &R^{1}F(A)&\to &0\\&\downarrow &&\downarrow &&\downarrow &&\downarrow \\0\to &F(B)&\to &F(I_{B})&\to &F(I_{B}/B)&\to &R^{1}F(B)&\to &0\end{matrix}}}
induziert.
Dass hierbei wenigstens der rechte senkrechte Pfeil eindeutig ist (und somit {\displaystyle R^{1}F} in der Tat einen Funktor definiert),
weist man durch Diagrammjagd nach. Denn falls {\displaystyle f} der Nullhomomorphismus ist,
faktorisiert {\displaystyle I_{A}/A\to I_{B}/B} über {\displaystyle I_{B}\to I_{B}/B}, d. h. man kann das ursprüngliche Diagramm um eine Diagonale {\displaystyle I_{A}/A\to I_{B}} kommutativ ergänzen, infolgedessen ebenso das zweite Diagramm um {\displaystyle F(I_{A}/A)\to F(I_{B})}, woraus sich wiederum rechts der Nullhomomorphismus ergibt.
Alternativ bildet man eine injektive Auflösung von {\displaystyle A}, d. h. eine exakte Folge
{\displaystyle \ldots \to 0\to A\to I^{0}\to I^{1}\to I^{2}\to \ldots }
mit injektiven Objekten {\displaystyle I^{n}} (z. B. {\displaystyle I^{0}:=I_{A}}, {\displaystyle I^{1}:=I_{I^{0}/A}} etc.).
Man gewinnt dann alle {\displaystyle R^{n}F(A)} auf einen Schlag als
die {\displaystyle n}-te Kohomologie des Komplexes
{\displaystyle F(I^{*})=(\ldots \to 0\to F(I^{0})\to F(I^{1})\to F(I^{2})\to \ldots )}
mit {\displaystyle F(I^{n})} an der {\displaystyle n}-ten Stelle, weshalb dies wohl die in der Literatur meistverbreitete Methode ist.
Mit dem Schlangenlemma und dem Hufeisenlemma zeigt man dann, dass {\displaystyle R^{*}F} in der Tat ein δ-Funktor ist. Durch weitere Diagrammjagden weist man nach, dass {\displaystyle R^{*}F} die universelle Eigenschaft hat.
Daher ist das Ergebnis insbesondere „im Wesentlichen“ nicht von der Wahl der injektiven Auflösung abhängig. Für die konkrete Berechnung kann man sogar anstelle einer injektiven auch eine Auflösung durch {\displaystyle F}-azyklische Objekte {\displaystyle M^{i}} verwenden (d. h. {\displaystyle R^{n}F(M^{i})=0} für {\displaystyle n=1,2,\ldots } ist bereits bekannt). Es gilt dann {\displaystyle H^{i}(F(M^{*}))\cong R^{i}F(A)}.
Entsprechend kann man Linksableitungen rechtsexakter Funktoren für Kategorien mit genügend vielen projektiven Objekten (d. h. zu jedem {\displaystyle A\in \operatorname {Ob} (C)} existiert ein projektives {\displaystyle P} und ein Epimorphismus {\displaystyle P\to A}) über projektive Auflösungen berechnen.

## Eigenschaften
- Allgemeiner sind {\displaystyle R^{0}F} und {\displaystyle F} lediglich natürlich äquivalente Funktoren; Gleichheit ist eine Besonderheit der ersten oben angegebenen Konstruktion.
- Ist {\displaystyle A} injektiv, so ist {\displaystyle R^{n}F(A)=0} für {\displaystyle n\geq 1}.
- Ist {\displaystyle F} ein exakter Funktor, so ist {\displaystyle R^{n}F} der Nullfunktor für {\displaystyle n\geq 1}.

## Beispiele
- Ext ist die Rechtsableitung des Hom-Funktors.
- Tor ist die Linksableitung des Tensorproduktes.
- Garbenkohomologie ist die Rechtsableitung des Funktors globale Schnitte.
- Gruppenkohomologie ist die Rechtsableitung des Funktors Invarianten.